# Pseudolabis
Pseudolabis é um gênero de traça pertencente à família Arctiidae.